# Богдан Караденчев
Богдан Караденчев е български политик.

## Биография
Роден на 3 февруари 1943 г. в плевенското село Асеновци. През 1966 година завършва Одеския институт за инженери на морски флот, а по-късно и Партиен университет във Варна. От 1968 година става член на БКП. В периода 1967 – 1981 работи като пристанищен директор на пристанище Варна. От 1975 е директор на комплекса. Между 1981 и 1983 е заместник генерален директор на СО „Воден транспорт“.

### Политика
През 1983 г. става заместник-председател на Общинския народен съвет на Варна, а от 1985 до 1990 г. е кмет на Варна. От края на 2003 до 2011 г. е кмет на район „Аспарухово“ като е преизбран за втори мандат по време на изборите през 2007, на които е издигнат от БСП. От 2011 година става заместник-кмет в четвъртия мандат на Кирил Йорданов с ресор инфраструктура. След оставката на Кирил Йорданов той става третият временно изпълняващ длъжността кмет, от 4 юни до 7 юли 2013. На 7 юли 2013 е вторият тур на извънредните избори и новоизбраният кмет е Иван Портних. Портних встъпва в длъжност на 15 юли.